# Pilotrichum lancifolium
Pilotrichum lancifolium là một loài rêu trong họ Pilotrichaceae. Loài này được Hampe mô tả khoa học đầu tiên năm 1847.
Danh pháp khoa học của loài này chưa được làm sáng tỏ. 